# Vivian Pellegrino
Vivian Maria Pellegrino (ur. 31 maja 1985 w Piracicaba) – brazylijska siatkarka, grająca na pozycji środkowej.
Jej mężem jest trener siatkarski Paulo De Tarso Milagres. W 2020 roku dołączyła do Armii Brazylijskiej, uzyskując stopień sierżanta (por. 3º Sargento). Po sezonie 2022/2023 zakończyła karierę.

## Sukcesy klubowe
Liga brazylijska:
- 2018[10]
- 2011

Puchar Brazylii:
- 2015[11]

Superpuchar Brazylii:
- 2017[12]

Klubowe Mistrzostwa Świata:
- 2017

Klubowe Mistrzostwa Ameryki Południowej:
- 2020[13]
- 2018

## Galeria

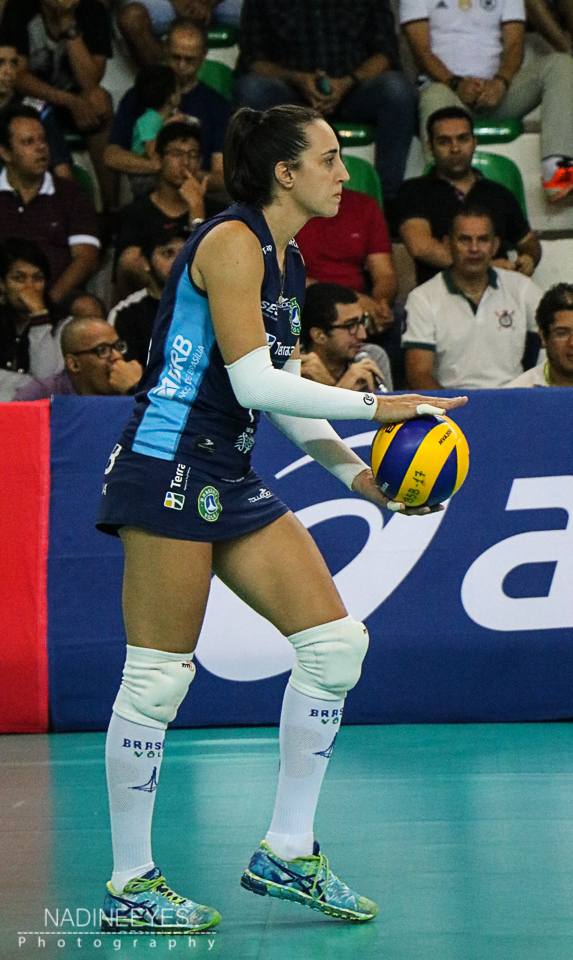
Vivian Pellegrino podczas wykonywania zagrywki w drużynie Brasília Vôlei w sezonie 2016/2017
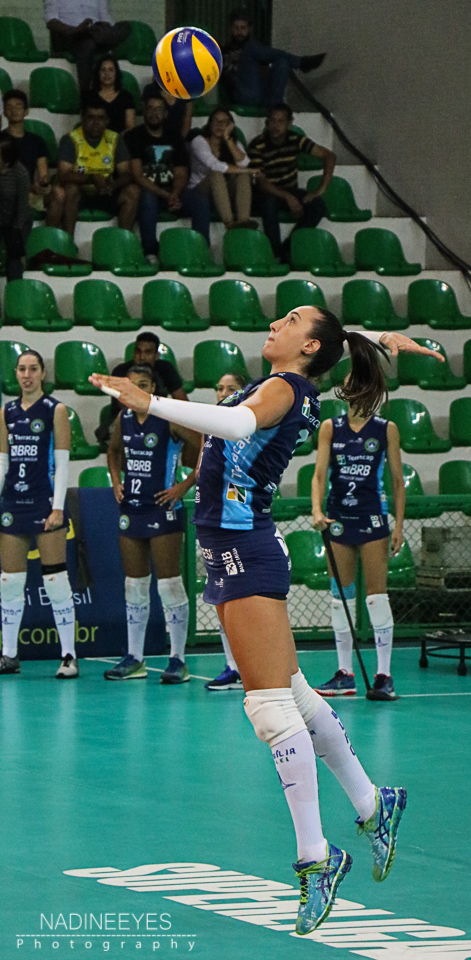
Vivian Pellegrino podczas wykonywania zagrywki w drużynie Brasília Vôlei w sezonie 2016/2017
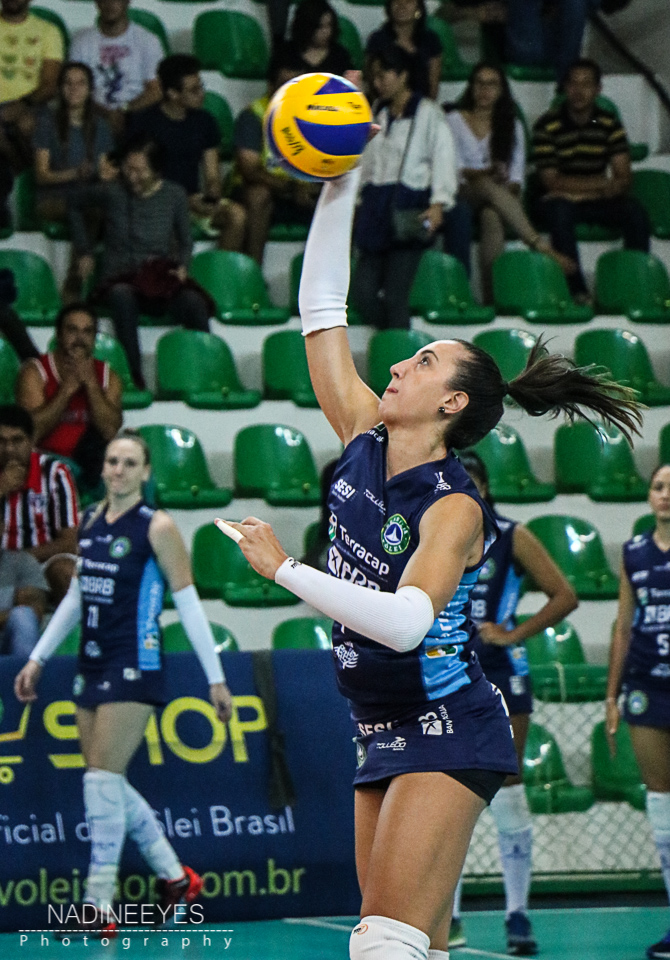
Vivian Pellegrino podczas wykonywania zagrywki w drużynie Brasília Vôlei w sezonie 2016/2017